# (64Cu)-oxodotreotid
64Cu-oxodotreotid, také známý jako 64Cu-dotatát, je komplex mědi používaný jako PET radioznačkovač k lokalizaci neuroendokrinních nádorů pozitivních na somatostatinové receptory.
Vedlejšími účinky jsou nevolnost, zvracení, a zarudnutí v místě vpichu.